# Gukesh D
Dommaradžu Gukeš (* 29. května 2006), lépe známý jako Gukesh D, je indický šachový velmistr a úřadující mistr světa v šachu, kterým se stal v roce 2024 jako oficiálně nejmladší mistr světa v šachu v historii.
V březnu 2019 se stal třetím nejmladším velmistrem v historii. Také je třetím nejmladším šachistou, který dosáhl ratingu 2700, a jako úplně nejmladší dosáhl ratingu 2750.

## Šachová kariéra
Gukesh v roce 2015 vyhrál asijský školní šachový šampionát do 9 let a mistrovství světa mládeže v šachu v roce 2018 v kategorii do 12 let. Získal také pět zlatých medailí na asijských šachových šampionátech mládeže roku 2018, a to v rapid a bleskovém šachu jednotlivců do 12 let, v rapid a bleskovém šachu týmů do 12 let a v klasickém šachu jednotlivců do 12 let. Normy na titul mezinárodního mistra splnil v březnu 2018 na 34. ročníku Cappelle-la-Grande Open.
V srpnu 2022 zahájil 44. šachovou olympiádu s perfektním skóre 8/8 a pomohl druhému týmu Indie porazit v 8. zápase favority, tým Spojených států amerických. Skončil se skóre 9 z 11 a získal zlatou medaili za nejlepší výkon na 1. šachovnici.
V seznamu hodnocení Elo ze září 2023 Gukesh oficiálně překonal Višvanathána Ánanda jako nejlepšího indického hráče. Bylo to poprvé za 37 let, kdy Ánand nebyl nejvýše postaveným indickým hráčem.
V roce 2024 Gukeš vyhrál turnaj kandidátů a stal se nejmladším vyzyvatelem mistra světa v historii. Mistrovství světa ve čtrnácté rozhodující partii nakonec proti Tingovi Li-ženovi vyhrál, když tehdy úřadující mistr světa nečekaně obrovskou hrubou chybou prohrál remízovou koncovku.
Na 45. šachové olympiádě startoval na první šachovnici a se skórem 9/10 přispěl k historicky prvnímu vítězství Indie. K tomu získal druhou zlatou medaili za nejlepší výkon na první šachovnici.